# Rohndell Goodwin
Rohndell Domminic Goodwin (Oakland, California, 23 de mayo de 1991) es un baloncestista estadounidense que actualmente se encuentra sin equipo. Con 1,96 metros de estatura, juega en la posición de escolta.

## Trayectoria deportiva

### Universidad
Comenzó su andadura universitaria en el pequeño Cañada College en el Condado de San Mateo, California, donde en su segunda temporada fue elegido jugador del año del norte de California tras promediar 17,0 puntos, 5,2 rebotes, 2,3 asistencias y 1,3 robos de balón por partido.
Posteriormente accedió a la División II de la NCAA, jugando otras dos temporadas con los Silverswords de la Universidad Chaminade en Honolulu, en las que promedió 18,4 puntos, 6,4 rebotes y 1,8 asistencias por partido. En 2017 fue incluido en el mejor quinteto de la Pacific West Conference.

### Profesional
Tras no ser elegido en el Draft de la NBA de 2017, en el mes de junio firmó su primer contrato profesional con los Bristol Flyers de la British Basketball League. Jugó una temporada como titular, en la que promedió 14,9 puntos y 5,5 rebotes por partido.
El 1 de agosto de 2018 se comprometió con el VfL Kirchheim Knights de la ProA, la segunda división alemana.